# Dzieci z ulicy Marksa i Engelsa
Dzieci z ulicy Marksa i Engelsa (serb. Dječaci iz ulice Marksa i Engelsa) – czarnogórsko-słoweński film z roku 2014 w reżyserii Nikoli Vukčevicia, na motywach dramatu Instant Đorđa Milosavljevića.

## Opis fabuły
Opowieść o dwóch braciach Stanko i Vojo, rozgrywająca się równolegle w początkach lat 90. i w 2009 (po zwycięstwie reprezentacji Czarnogóry w mistrzostwach Europy w piłce wodnej). Inicjacja seksualna młodszego z braci zbiega się w czasie z decyzją Stanko, który pierwszy raz w życiu zamierza zabić człowieka.
Film realizowano w Podgoricy.

## Nagrody i wyróżnienia
W 2014 film stał się oficjalnym czarnogórskim kandydatem do rywalizacji o 87. rozdanie Oscara w kategorii filmu nieanglojęzycznego. Na Festiwalu Filmów Europy Środkowej i Wschodniej w Paryżu nagrodę dla najlepszej aktorki zdobyła Ana Sofrenović.

## Obsada
- Momčilo Otašević jako Stanko
- Goran Bogdan jako Stanko
- Emir Hadžihafizbegović jako Potpara
- Filip Đuretić jako Vojo
- Ana Sofrenović jako Radmila
- Branka Stanić jako Lela
- Anđela Mićanović
- Nebojša Glogovac
- Branimir Popović
- Mladen Vujović
- Petar Božović jako taksówkarz